# Metropole Zličín
Metropole Zličín je nákupní a zábavní centrum v Praze. Bylo otevřeno v říjnu 2002 na ploše 44 tisíc metrů čtverečních. Počet návštěvníků je přes 7 milionů ročně.[kdy?]
V druhém mezipatře centra je Cinema City obsahující 10 kinosálů s 1841 místy. Použita je projekční technika belgické firmy Barco.

## Seznam obchodů a služeb
V roce 2024 fungovaly v Metropoli Zličín následující obchody:

### Hypermarket a potraviny
- hypermarket Albert
- Oxalis čaj a káva[5]
- Nespresso Boutique[6]
- Tchibo[7]
- Veselá veverka – sušené ovoce, oříšky a cukrovinky
- řemeslná pekárna

### Restaurace
- Bageterie Boulevard
- Burger King
- Felicity Food
- Fruitisimo
- KFC
- Loving Hut
- McDonald’s
- OXO Bubble Tea
- Pai Thai
- Pizza Francesco
- Puzzlesalads
- Sakura’s Running Sushi
- Starbucks Coffee
- TrdloKafe

### Sportovní móda a výbava
- Alpine Pro
- Dafit
- Nike
- Nordblanc
- Nutrend
- Peak Performance
- Rip Curl
- Sportisimo
- Sport Vision

### Služby
- AirBank
- Automyčka Express
- Blue Style
- Cewe
- CK Čedok
- Česká spořitelna
- ČSOB
- Invia
- mBank
- O2
- Raiffeisenbank
- T-Mobile
- Vodafone

### Domácnost a bydlení
- Bonami
- Dyson
- Nanu Nana
- SCANquilt
- Tescoma

### Kino a zábava
- Cinema City
- Daily Fitness
- Jump Family
- Time Out (dětský koutek)

### Obuv
- Baťa
- Deichmann
- Ecco
- Humanic
- Keen
- Rieker
- Skechers

### Móda
- Aurela
- Angelo
- Blažek
- Bushman
- C&A
- Carpisa
- Calvin Klein Jeans
- Camel Active
- Cropp
- Desigual
- Ferrat
- Gant
- H&M
- Intimissimi
- Jack & Jones
- Kara
- Levis
- Marks & Spencer
- Mohito
- New Yorker
- Peek & Cloppenburg
- PME Legend
- Primark
- S. Oliver
- Steilmann
- Sportisimo – sport a móda
- Sport Vision
- Tatuum
- Tezenis
- Vero Moda

### Krása a zdraví
- Czech Swiss Dental Clinic
- dm drogerie
- Doctor Optic
- Douglas
- Dr.Max
- Estée Lauder
- Europlasma
- Fielmann
- GrandOptical
- L’Occitane
- Manufaktura
- Nailounge
- Profimed
- Rituals
- Sephora
- Yves Rocher

### Elektronika
- iSTYLE
- Datart

### Knihkupectví a hračky
- Bambule
- Familio papírnictví
- Knihy Dobrovský